# Ethnikí Frourá
L'Ethnikí Frourá (dal greco moderno: Εθνική Φρουρά, leggi Ethnikí Frourá'';in turco Millî Muhafız Ordusu), conosciuta anche come Guardia nazionale di Cipro o semplicemente Guardia nazionale, è la forza militare della Repubblica di Cipro. Questa forza è costituita da elementi aerei, terrestri, marini e delle forze speciali, ed è fortemente integrata con la prima e la seconda linea di riserva, nonché al supporto delle agenzie civili e delle forze paramilitari.
La missione della Guardia Nazionale è di adottare tutte le misure necessarie per la difesa della Repubblica di Cipro al fine di affrontare una minacciata invasione o qualsiasi azione diretta contro l'indipendenza o l'integrità territoriale della Repubblica o che minacci di mettere in sicurezza la vita o la proprietà dei cittadini della Repubblica.  La principale minaccia per Cipro deriva dalla presenza e dalla formazione offensiva di 50.000 soldati turchi di stanza nelle aree dell'isola sotto l'occupazione militare della Repubblica di Turchia.
La Grecia mantiene un presidio nella Repubblica di Cipro con la denominazione ELDYK o Forza ellenica a Cipro (in greco: Ελληνική Δύναμη Κύπρου, sigla: ΕΛΔΥΚ o ΕΛ.ΔΥ.Κ.), ma questo non è ufficialmente parte delle forze armate di Cipro e prende ordini dallo Stato maggiore dell'esercito ellenico.

## Storia
La Guardia nazionale venne fondata nel 1964 come una forza composta interamente dall'etnia greca, a seguito della rottura delle relazioni sociali e politiche tra turchi ciprioti e greci e della crisi del 1963-64 sull'isola di Cipro. Come sottolineato dal tripartito Trattato di Alleanza (1960) e definito all'inizio della Costituzione del 1960-1963, Cipro aveva diritto ad un esercito di 2.000 uomini, costituiti dal 60% dei greci e dal 40% dei turchi. Il primo Presidente della Repubblica di Cipro eletto, l'arcivescovo Makarios III, propose tredici emendamenti costituzionali per la Costituzione del 1960, che avrebbero regolato la distribuzione della forza lavoro e del potere di voto per tutti i diritti civili e i servizi militari. Questo adeguamento era volto a dare maggiore rappresentanza e influenza per la maggioranza greco-cipriota, che all'epoca formava intorno all'82% della popolazione indigena dell'isola.

## Storia operativa
La Guardia nazionale cipriota è stata coinvolta in molteplici operazioni di combattimento, tutte all'interno del territorio di Cipro.
- Nel 1964, Cipro e la Turchia s'impegnarono nello scontro diretto durante la Battaglia di Tillyria, a seguito di una guerra civile tra indigeni greco-ciprioti e turco-ciprioti. Le forze greco-cipriote entrarono nell'enclave turca di Kokkina, nel tentativo di eliminare una testa di ponte turca, con conseguenti quasi due settimane di combattimenti.
- Nel 1974 la Turchia invase Cipro per intervenire contro un colpo di Stato militare da parte della Guardia nazionale cipriota a Nicosia. L'invasione provocò due offensive turche concentrate (Attila-1 e Attila-2) e una controffensiva greco-cipriota dispersa (Afrodite-2). Entro un mese, le forze turche avevano consolidato il 38% dell'area settentrionale dell'isola, riuscendo a bisecare Nicosia e prendendo Kyrenia, Morphou e Famagosta. Le forze della Guardia nazionale cipriota, sostenute da un minor numero di truppe greche, furono in grado di prevenire la perdita di Nicosia (incluso l'aeroporto internazionale). Sebbene l'aeroporto fosse principalmente nelle mani dell'ELDYK e del corridoio di Kato Pyrgos durante la seconda offensiva turca, i turchi cercarono di fermare l'offensiva mirata a Larnaka e d'impedire la caduta di tutta Famagosta.
- Nel 1978, commando egiziani fecero irruzione nell'Aeroporto Internazionale di Larnaca nel tentativo d'impadronirsi di un aereo di linea greco-cipriota dirottato. I commando greco-ciprioti e le forze paramilitari resistettero alle forze egiziane, con un conseguente scontro a fuoco prolungato con la morte di 12 commando egiziani e di 3 egiziani dell'Aeronautica Militare ed altri 15 commando egiziani ricoverati in ospedale, un C130 egiziano distrutto e Jeep egiziane distrutte.

## Servizio militare
Il servizio militare nella Repubblica di Cipro è obbligatorio per i maschi (Efthymiou 2016). Oggi, il periodo di servizio obbligatorio è di 14 mesi.  Attualmente, solo i greco-ciprioti prestano servizio militare. Legalmente, la comunità greco-cipriota comprende la popolazione etnica greca e i ciprioti appartenenti a tre minoranze cristiane: gli armeni, i cattolici di rito latino e i maroniti. Dal 2008, il servizio è obbligatorio per tutti i membri della comunità greco-cipriota e non solo per l'etnia greco-cipriota. L'attuale comandante supremo è un comandante militare greco, come lo sono stati tutti i suoi predecessori.
Possono svolgere il servizio militare anche tutti gli ospiti maschi, indipendentemente dalla cittadinanza che detengono, nell'isola in età militare (16 anni e oltre) che abbiano un genitore di origine cipriota; per essere esentati dal servizio militare devono ottenere un visto di uscita da un ufficio del Ministero della Difesa per poter lasciare legalmente l'isola.

Cipro partecipa all'istituzione della cooperazione strutturata permanente. Introdotta dal Trattato di Lisbona, la PESCO è l'iniziativa più importante per promuovere l'istituzione di una politica di difesa europea.

La Guardia nazionale di Cipro dal 2016 mira a passare alla semi-professionalizzazione (Efthymiou, S. 2016). Nell'ambito di questo cambiamento, il tempo di servizio militare è stato ridotto da 24 mesi a 14 mesi, mentre sono stati assunti circa 3.000 soldati professionisti. Anche se a lungo desiderati dal pubblico, questi cambiamenti sono stati definiti come nient'altro che un'opportunità politica. Il modo in cui è stata condotta la semi-professionalizzazione è stato illustrato come poco professionale e lesivo della capacità della forza, da ricercatori accademici. La difesa dell'Europa è presente a Cipro attraverso la cooperazione strutturata permanente. Il governo aveva sostenuto che aumentasse la deterrenza contro qualsiasi intervento sull'isola. Cipro ha messo a disposizione la base militare di Pafo e la base navale di Zygi, insieme ad altre strutture. Queste basi sono state aggiornate e dotate di sistemi di sorveglianza elettronica.
La forza negli ultimi anni ha sperimentato una certa renitenza alla leva (in greco: φυγοστρατία). Molte politiche sono state progettate, ma il fenomeno non è stato gestito (Efthymiou, 2019).

## Componenti

### Attuale organizzazione delle forze attive
La Guardia nazionale è una forza interdisciplinare. Essa consiste dell'esercito, della marina e dell'aeronautica come menzionato sopra. Lo Stato maggiore della Guardia nazionale è il grado gerarchico supremo e comprende il Capo, lo Stato maggiore, le Divisioni e le Organizzazioni di armi/corpo e le sue Unità organizzative.

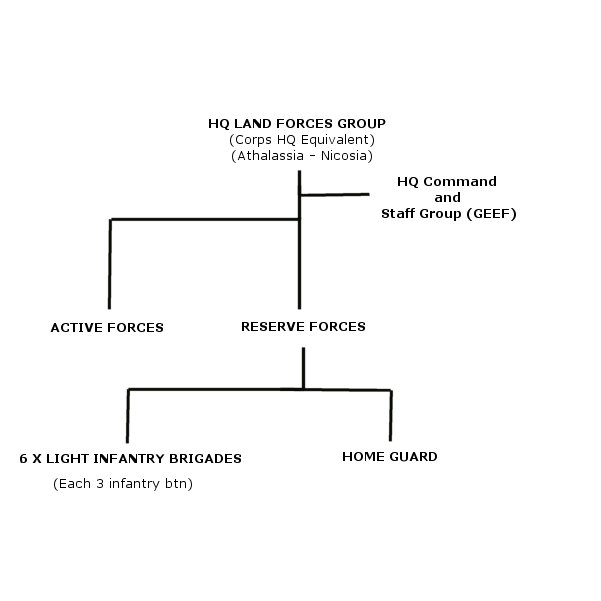
Struttura organizzativa eccessivamente semplificata della Guardia nazionale di Cipro.

La forza fa molto affidamento sulla Riserva (Εφεδρεία), costituendo la più grande percentuale di Risorse Umane in caso di mobilitazione totale della Guardia nazionale.
- Esercito
Esso consiste in un certo numero di formazioni di brigate e gruppi di reggimenti regolari:
  - 1ª Brigata fanteria meccanizzata (Ιη Μ/Κ Ταξιαρχια ΠΖ)
  - 2ª Brigata fanteria meccanizzata (IIη M/K Ταξιαρχία ΠΖ)
  - 3ª Brigata di supporto (IIIη Ταξιαρχία ΥΠ)
  - 4ª Brigata fanteria (IVη Ταξιαρχία ΠΖ)
  - 6ª Brigata fanteria meccanizzata (VIη M/K Ταξιαρχία ΠΖ)
  - 7ª Brigata fanteria meccanizzata (VIIη M/K Ταξιαρχία ΠΖ)
  - 20ª Brigata corazzata (XXη ΤΘ Ταξιαρχία)
  - Forza ellenica di Cipro (ELDYK- ΕΛΔΥΚ) - Formazione di gruppo meccanizzato (battaglione)
  - Polizia militare (Στρατονομία)
  - Comando Forze speciali - 1 Reggimento (Διοίκηση Kαταδρομών)
  - Comando Artiglieria  (Διοίκηση Πυροβολικού)
  - Comando del Genio (Διοίκηση Μηχανικού)
  - Dipartimento musica militare della Guardia nazionale

- Marina
Essa consiste di:
  - Comando navale (Διοίκηση Ναυτικού)
  - Unità della Marina (Amministrazione della base marina, Amministrazione della sorveglianza costiera, Comando d'emergenza e Comando Demolizione subacquea/Navy SEALs).

- Aeronautica
Essa consiste di:
  - Comando aereo (Διοίκηση Αεροπορίας)
  - Unità (inclusi Elicotteri d'attacco - aerei, Pattuglie dell'aeronautica, Sistema di controllo aereo e Gradi di supporto operativo).[15]

## Componente terrestre

### Storia operativa antica (1963 - 1974)
La Guardia nazionale cipriota, nella sua forma esistente, venne inizialmente mobilitata nella metà del 1963 circa come forza greco-cipriota di fanteria con alcuni piccoli elementi dedicati alle forze d'artiglieria, anticarro e corazzati leggeri. Questa forza ereditò alcune attrezzature miste dalla sua organizzazione pre-guerra civile, tra cui 54 cannoni da 25 libbre di fabbricazione inglese, 40 mezzi corazzati Marmon-Herrington Mk-IVF, 4 autoblindo leggere Shorland, 2 autoblindo leggere Daimler Dingo, 5 camion corazzati leggeri C-17 ed una varietà di mitragliatrici, mortari e qualche arma anticarro (cioè M20 Super Bazookas e un piccolo numero di armi PIAT). I greco-ciprioti possedevano anche alcuni cannoni antiaerei Bofors da 40 mm, insieme a una varietà di camion Bedford e vecchie Jeep statunitensi.
Il confronto militare a Kokkina nel mese di agosto 1964 tra le forze greco-cipriote e turco-cipriote vide la forza greco-cipriota mobilitarsi per la prima volta tentando di eliminare un'enclave costiera fortificata nella regione dell'isola di Tylliria, nel tentativo d'impedire alle navi turche di sbarcare lì per scaricare cibo, armi e munizioni per le unità di milizia turco cipriote attive in quella regione. Il tentativo di assedio di Kokkina iniziò il 6 agosto e si concluse il 9 agosto, dopo due giorni di attacchi aerei leggeri da parte dell'aviazione turca intorno Kokkina e il vicino Kato Pyrgos (un villaggio di montagna che domina Kokkina, che veniva usato per l'osservazione e la direzione di fuoco delle posizioni d'artiglieria). Avendo sostenuto la manodopera e le perdite materiali a causa di questi attacchi aerei, la Guardia nazionale cipriota si ritirò leggermente e solidificò un perimetro di contenimento intorno Kokkina, lasciando il villaggio turco-cipriota isolato dal resto dell'isola, e tamponando solo una stretta zona demilitarizzata ONU.
Consapevole della carenza evidente delle sue capacità militari, la leadership della Guardia nazionale cipriota sotto il generale Georgios Grivas (un comandante ultranazionalista in gran parte subordinato alla Giunta greca ad Atene) fu in grado di costringere il governo civile di Cipro, sotto l'Arcivescovo Makarios, a cercare assistenza straniera per una massiccia campagna di armamento. Dal momento che Cipro non poteva permettersi grandi acquisti di armi sotto il suo bilancio nazionale impoverito, Makarios venne costretto a spedire un inviato il 1º ottobre 1964 nell'Unione Sovietica per richiedere assistenza militare. Questa mossa portò ad una rapida assistenza sovietica, ampiamente considerata dai paesi occidentali come un passo verso un'alleanza della Guerra Fredda tra Cipro e la Russia.
Quanto prima il 23-24 dicembre 1964 una nave da carico della Marina russa arrivò al porto di Limassol portando il primo lotto di armi destinato a ridotare la Guardia nazionale. Queste forniture includevano 4 veicoli non identificati blindati, e 130 autocarri pesanti ZIL, insieme con il numero sufficiente di casse da riempire 36 camion Bedford. Dopo questa prima consegna, il trasferimento di armi da parte della marina russa a Cipro accelerò, con navi da carico che viaggiavano via Alessandria d'Egitto a Limassol col favore della notte. Queste consegne inclusero un pacchetto completo di radar di fabbricazione sovietica e sistemi radio per integrare i requisiti strutturali e strategici di una Guardia nazionale rinforzata. Inoltre, una partita di 32 carri medi di fabbricazione sovietica T-34/85 (surplus jugoslavo) venne consegnata insieme a 40 blindati BTR-152, così come una serie di 30 obici a segmento luminoso M-1944 100 mm, 40 moderne unità di fuoco missili anticarro 3M6 Shmel, un lotto di cannoni antiaerei ZPU-1 14,5 mm e una partita di circa 4500 surplus cechi AK-47, così come cannoni e mortai.
Dopo il 1965, e fino al 1974, il governo civile dell'arcivescovo Makarios divenne sempre più alienato dal rapporto tra la dirigenza della Guardia nazionale e il governo militare al potere della Grecia. Pochi fondi vennero messi a disposizione per garantire altri armamenti di assistenza tecnica, e la Guardia nazionale venne costretta a sviluppare mezzi alternativi di armamento e di auto-sostentamento. Venne istituito un Corpo tecnico per produrre e montare una serie di veicoli blindati improvvisati dai trattori sovietici ATS-712 non necessari, con conseguenti 10 blindati "TS" di produzione locale. La mancanza di pezzi di ricambio fece sì che al momento del colpo di Stato militare del 1974 contro l'arcivescovo Makarios, la Guardia nazionale stava attraversando gravi difficoltà tecniche con i suoi carri armati T-34. Il problema per la Guardia nazionale era ulteriormente aggravato dal rifiuto della forza paramilitare lealista di Makarios di consegnare alcuni dei 4500 fucili automatici cechi e una varietà di altre armi che venivano tenute in un magazzino vicino all'Aeroporto Internazionale di Nicosia, e che erano state consegnate alle Nazioni Unite nel mese di gennaio del 1972.

### Il colpo di Stato e l'invasione nel 1974
Il 15 luglio 1974, la Guardia nazionale cipriota, sotto la propria leadership e in concomitanza con l'organizzazione ultranazionalista EOKA-B, rovesciò il governo civile dell'arcivescovo Makarios a Nicosia e tentò di assassinarlo utilizzando i carri armati e la fanteria per prendere d'assalto il palazzo presidenziale. Makarios fuggì, ma il confronto a Nicosia provocò molte vittime, dato che le unità della Guardia nazionale s'impegnarono in uno scontro a fuoco con le forze lealiste di Makarios. Poiché a Kyrenia nel nord dell'isola non era prevista molta resistenza armata al colpo di Stato, molte forze che erano di stanza lì per respingere la minaccia di un'invasione turca vennero inviate a Nicosia il 15 e 16 luglio per far rispettare il colpo di Stato nella capitale. Kyrenia era quindi mal difesa quando l'invasione turca iniziò il 20 luglio.
Il 20 luglio 1974 la Turchia iniziò un'invasione aerea e marina del nord di Cipro, sotto il nome in codice "Attila-1", che aveva l'obiettivo previsto di conquistare Kyrenia come testa di ponte per le forze anfibie, mentre allo stesso tempo di stabilire una testa di ponte da Kyrenia alla periferia settentrionale di Nicosia (il sito di due enclavi fortificate turche che avrebbero potuto essere utilizzate come roccaforti per conquistare Nicosia settentrionale) con forze paracadutate. L'attacco venne fortemente supportato da una campagna aerea alla luce del giorno, permettendo alla contraerea cipriota di essere soppressa nella misura in cui gli aerei da trasporto turchi avrebbero potuto sbarcare forze paracadutiste a nord di Nicosia in pieno giorno dal 20 luglio al 23 luglio. Allo sbando, la leadership militare greco-cipriota promulgò il piano di difesa "Afrodite-2" per coordinare il contenimento e la resistenza alle forze di invasione. Questo piano, tuttavia, si rivelò inefficace sia per contenere che per respingere le forze turche già a terra. Allo stesso tempo, le forze greco-cipriote dell'EOKA-B, subordinate de facto alla loro leadership, emanarono la propria interpretazione del piano di difesa Afrodite esistente (a volte indicato storicamente come Afrodite-3 o Efesto) e attaccarono più enclavi turco-cipriote contemporaneamente, causando pesanti vittime non combattenti turco-cipriote e rastrellando circa 20.000 prigionieri di guerra turco-ciprioti che vennero sepolti a Limassol più successivamente quello stesso anno.

### La rinascita del dopoguerra (1974 - 2004)
Subito dopo il conflitto del 1974, la Guardia nazionale cipriota registrò un forte impoverimento della sua capacità militare a causa della mancanza di attrezzature e munizioni, aggravato dal crollo economico del paese in tempo di guerra. Una piccola unità corazzata di 11 carri armati T-34/85 sopravvissuti continuò ad operare in servizio fino a circa il 1985, seppur in cattive condizioni meccaniche con mancanza di ricambi. Un piccolo numero di altri veicoli corazzati (compresi le autoblindo con nuovi motori Marmon Herrington Mk-IV F). e pezzi d'artiglieria del periodo prebellico continuò in servizio anche fino alla ripresa economica della Repubblica di Cipro a metà degli anni '80.
Nei primi anni '80, Cipro chiese nuove forniture di armi al fine di aggirare l'embargo degli Stati Uniti e dell'Europa, unito ad una mancanza di volontà da parte dell'Unione Sovietica di fornire ulteriori aiuti. Dal Brasile venne ordinata una grande partita di nuovi veicoli corazzati leggeri nel 1982, sotto forma di 10 veicoli trasporto truppa EE-11 Urutu (consegnati nel 1984), 36 veicoli corazzati da ricognizione EE-3 Jararaca (consegnati 1984-1985), e 126 mezzi corazzati EE-9 Cascavel (consegnati 1984-1988).
Di fronte a un urgente bisogno di attrezzature di difesa aerea portate dalla fanteria, il governo cipriota fu in grado di procurare 20 unità di fuoco di missili antiaerei Strela-2/SA-7B Graal insieme a 324 proiettili dalla vicina Siria nel 1984.
I principali ordini di armi vennero collocati anche con la Francia, una delle poche potenze europee ancora disposte a sostenere le consegne di armi a Cipro. Nel 1984, Cipro acquistò dalla Francia un totale di 27 veicoli da combattimento della fanteria VAB-VCI con cannone da 20 mm (consegnati nel 1985-1988) insieme a 100 mezzi blindati VAB-VTT (consegnati nel 1985-1988).
Nel 1987, venne acquistato il primo lotto di nuovi carri armati francesi per sostituire i T-34 che erano stati rimossi dal servizio - per un totale di 15 carri armati AMX-30B2 e 1 mezzo di recupero AMX-30D, tutti consegnati l'anno successivo. Sempre nel 1987, Cipro acquistò dalla Francia una unità di 6 elicotteri esploratori anticarro SA-342L Gazelle e 18 missili guidati anticarro VAB-VCAC, insieme a 1200 missili anticarro HOT-2 (intercambiabili per entrambe le piattaforme di lancio di bordo e di terra), il tutto nel 1988. Ulteriori 2 mezzi blindati VAB-VTT vennero ordinati come opzioni nel 1987 (consegnati nel 1988) insieme a 250 missili anticarro MILAN-2 e un numero sconosciuto di unità di fuoco (forse 45).
Nel 1989, il governo di Cipro ordinò un lotto di 35 carri armati AMX-30B2 e 1 corazzato di recupero AMX-30D come parte di un acquisto di 115000000 $ di dollari dalla Francia. L'offerta comprendeva 12 obici semoventi GIAT Mk F-3 155 mm e 12 mezzi corazzati AMX-VCI. Tutte le attrezzature ordinate dalla Francia in questo anno vennero consegnate nel 1990-1991.
Nel 1990, la Grecia fornì a Cipro 81 corazzati ELVO Leonidas 2 (derivati dal Saurer 4K 4FA), che vennero schierati per fornire il Reggimento greco dell'Esercito ELDYK a Cipro, con una forza veicolo di fanteria meccanizzata. Poi, nel 1996-1998, da un gruppo di 52 carri armati da combattimento francesi AMX-30B forniti dal surplus dell'esercito greco, insieme ad altri 65 nuovi veicoli trasporto truppa Leonidas 2 consegnati nel 1996-1997.

### L'adesione all'Unione Europea (dal 2004)
Alla fine del 2018, il governo di Cipro acquistò 24 obici da campo pesanti semoventi da 155 mm Nora B-52 dalla Serbia, insieme a 8 MRAP/veicoli blindati leggeri BOV M16 Milosh e un numero imprecisato di opzioni per l'acquisto di sistemi aggiuntivi per entrambi i tipi. L'acquisizione di Nora B-52 venne ampiamente segnalata come parte di una ristrutturazione graduale del Comando d'Artiglieria, passando a un numero maggiore di cannoni semoventi e sistemi di lancio, integrati e meglio collegati in rete per una capacità di combattimento bellico più sofisticata.
All'inizio del 2020, Cipro ha firmato contratti del valore di oltre 240 milioni di euro per l'acquisto di MANPADS Mistral francesi, ASM Exocet e un sistema SAM a corto-medio raggio.

## Componente navale

### Storia operativa antica (1963 - 1974)
Il Comando Navale di Cipro divenne attivo intorno al 1963, in seguito allo scoppio di un conflitto civile tra gli estremisti all'interno delle comunità etniche greca e turca dell'isola. All'inizio dello stato operativo, il comando navale di Cipro era presidiato da ufficiali e sottufficiali della marina greca, mentre i marinai erano principalmente coscritti greco-ciprioti di formazione istruita. La prima apparecchiatura messa a disposizione del Comando Navale di Cipro era un insieme di tre navi R ex-tedesche della seconda guerra mondiale (due della classe R-151 denominate P-01 Arion e P-02 Fetonte, e una della classe R-218 sotto il nome di Dedalo). Tutte e tre le navi erano in servizio dall'agosto 1964, essendo state acquistate da un cantiere navale al Pireo, in Grecia, da un armatore privato di nome A. Leventis. Le tre navi erano in cattive condizioni a causa della loro età e dovettero essere ristrutturate in Grecia prima della consegna a Cipro.
Il 6 agosto 1964 la Guardia nazionale cipriota venne mobilitata per intervenire nel corso del confronto inter-etnico a Kokkina, un'enclave turco-cipriota fortificata sul bordo sud-occidentale della Baia di Morphou, nel nord-ovest dell'isola. A questo punto, la Guardia nazionale cipriota era effettivamente una forza di sicurezza greca-cipriota, che in virtù del suo comandante, il generale George Grivas, venne subordinata ad Atene (in Grecia) e non a Nicosia (a Cipro).
Kokkina era considerata da Grivas come un'importante testa di ponte costiera per lo sbarco turco di armi a Cipro, con lo scopo di armare i turco-ciprioti. Per questo motivo, convinse il governo militare di Atene ad autorizzare un attacco totale su Kokkina, con l'obiettivo di eliminare la testa di ponte, e prevenire che più armi venissero consegnate ai gruppi dei miliziani turco-ciprioti.
Come necessità per montare un tale assalto, Grivas richiese una presenza navale al largo della costa di Kokkina, al fine di bombardare l'enclave dal mare, e per prevenire a qualsiasi altro trasporto di interferire. Di conseguenza, la Fetonte e l'Arion vennero utilizzate nell'assalto e iniziarono il loro assalto con bordate di 40 mm e spari di 20mm sull'enclave il 6 agosto. Questa azione venne coordinata con il fuoco di sei batterie di cannoni da 25 libbre e in tutto una dozzina di mortai utilizzati dalle forze terrestri per assediare l'enclave da sud e sud-ovest.
L'assedio continuò fino all'8 agosto, quando il governo turco decise d'intervenire con attacchi aerei, dato che apparve chiaro a tutte le parti che le difese di Kokkina rischiavano di crollare, a prescindere da una presenza delle Nazioni Unite nella zona. L'aeronautica turca inviò un certo numero di formazioni di F-100 Super Sabre per cominciare attacchi aerei contro le forze terrestri e navali cipriote, in pieno giorno e volando a bassa quota.
La prima formazione di F-100 Super Sabre avvistò la Fetonte vicino a un piccolo porto di pesca ad ovest di Kokkina. La Fetonte iniziò manovre evasive e aprì il fuoco con i cannoni da 20 mm, ma venne colpita ai motori dal bombardamento e scoppiò in fiamme, uccidendo sette membri del suo equipaggio. Uno dei quattro superstiti poi pilotò la nave con un solo motore funzionante ad arenarsi vicino al porto, in modo che l'equipaggio potesse essere recuperato dai pescatori locali. La Fetonte venne poi sventrata dalle fiamme, rendendola un relitto.
Minuti dopo l'attacco alla Fetonte, una seconda formazione di F-100 individuò la cannoniera cipriota Arion lungo la costa verso Kokkina. L'Arion venne bombardata con cannoni e razzi, provocando danni superficiali. Dato che l'Arion fuggì con successo con manovre evasive, un F-100C Super Sabre, pilotato dal Cpt. Cengiz Topel del 112 Filo venne abbattuto da una postazione di cannone da 40 millimetri antiaereo cipriota sul litorale.
La perdita della Fetonte fu un grave colpo alla leadership della Guardia nazionale, e venne aggravata da ulteriori vittime e danni materiali a Kato Pyrgos, un vicino villaggio greco-cipriota che venne bombardato l'8 e il 9 agosto, nel tentativo di sloggiare gli uomini della Guardia nazionale dalle sue colline per dirigere il fuoco di artiglieria con le radio.
Una corsa alle armi venne descritta prominente per tutto il 1964, dato che la Guardia nazionale cipriota costrinse il governo civile a sollecitare il sostegno sovietico. Nei primi mesi del 1964, i greco-ciprioti acquisirono un grosso pacchetto di radar, comunicazioni e apparecchi supporto logistico per missili terra-aria SA-2F Guideline, e solo un blocco NATO di Limassol nel 1965 impedì che i loro missili vivi e TEL venissero recapitati. Con nessuna efficace misura di difesa aerea a posto, i greco-ciprioti utilizzarono i radar, uno occidentale e uno sui punti delle montagne costiere orientali dei monti Petedaktylos che si estendono su tutto il nord dell'isola. Questi radar fornirono la capacità di monitoraggio sia dell'aria che della superficie per gli aerei e il trasporto.
Alla fine del 1964, venne segnalato che gli equipaggi navali greco-ciprioti erano stati inviati in Egitto per addestrare la motocannoniera missilistica sovietica classe Komar. Fonti dei media occidentali presumevano che Cipro si preparava a ricevere navi della classe Komar, anche se alla fine Cipro scelse navi militari più economiche sotto forma di sei motosiluranti P-4 Skinhead (MTB).
Nel febbraio 1965, il Comando Navale di Cipro inserì i sei MTB in servizio sotto gli stendardi navali da 20 a 25, e sotto le denominazioni T-1, -2, -3, -4, -5 e -6. Queste navi erano estremamente veloci e avrebbero potuto essere utilizzate per attaccare navi da guerra e mezzi da sbarco turchi in acque litoranee con un paio di siluri da 533 mm. Inoltre, ogni nave montava un doppio cannone generico AA da 25 mm. Queste navi erano tutte di stanza in una base di squadra navale costruita appositamente a Boghazi, chiamata Base Chrysulis.
Nel 1970, la P-01 Arion venne rinominata "Leventis", in onore di un armatore privato che pagò per la ristrutturazione della nave. Alla Leventis venne dato il nuovo gagliardetto "15". La sua nave gemella, P-03 Dedalos, venne rimossa dalla lista della Marina nel 1971.
Ad un certo punto, nel 1973, il motosilurante T-5 (No.24) venne rimosso dalla lista della Marina e disarmato. Venne spogliato dei materiali utili, e lasciato come una carcassa nella base navale di Chrysulis. Intorno allo stesso tempo, tre motosiluranti Type-108 di designazione sconosciuta vennero consegnati dalla Jugoslavia, ma non entrarono in servizio attivo e vennero disarmate a Boghazi.
Appena prima dell'invasione turca di Cipro del Nord nel 1974, il governo cipriota ordinò due motovedette veloci Esterel-32L dalla Francia. Queste vennero soggette ad embargo a causa del conflitto, e vennero invece trasportate in Grecia nel 1975.

### Il colpo di Stato e l'invasione nel 1974
Il 15 luglio 1974 l'EOKA-B e gli elementi della Guardia nazionale di Cipro leali alla giunta militare greca rovesciarono il presidente legittimo, l'arcivescovo Makarios e lo sostituirono con Nikos Sampson. Makarios sfuggì ad un primo tentativo di catturarlo all'arcivescovado di Nicosia e fuggì a Pafo. Il pattugliatore navale Leventis (n.15) venne rapidamente inviato a Pafo per iniziare a bombardare una stazione radio lì che veniva gestita da elementi pro-Makarios.
Il 20 luglio 1974 la Turchia invase Cipro in un attacco a sorpresa, senza emettere una dichiarazione di guerra. Una forza navale di navi turche rilevata dal radar costiero di Apostolos Andreas si avvicinò alla costa e una seconda forza di navi da guerra venne avvistata al largo della costa di Kyrenia durante le prime ore. Il Comando Navale della Guardia nazionale di Cipro ordinò rapidamente ai suoi due motosiluranti, il T-1 (sotto il comando del sottotenente Nicolaos Verikios) ed il T-3 (sotto il comando del tenente Elefterios Tsomakis), entrambi stanziati a Kyrenia, di attaccare direttamente la flottiglia turca. Entrambe le navi vennero affondate immediatamente per via aerea e attacco marino combinati. Il resto delle navi della marina di Cipro furono affondate dai propri equipaggi presso la base navale "Chrysulis" a Boghazi il 14 agosto 1974. Dopo il conflitto, due navi vennero nuovamente rimesse a galla dalle truppe turche e trasferite al Museo navale di Gölcük, in Turchia (in mostra i vessilli con i numeri errati 11 e 12).

### L'adesione all'Unione Europea (dal 2004)
Nel febbraio 2017, la marina di Cipro ricevette un pattugliatore offshore dal Sultanato dell'Oman. La nave da addestramento e pattugliamento Al Mabrukah spostava 930 tonnellate ed era lunga 62 metri, il che la rendeva molto più grande di qualsiasi nave precedentemente gestita dalla Marina di Cipro. La nave venne ristrutturata e modernizzata per il processo di donazione e venne dotata di una grande piattaforma per elicotteri e di strutture ricettive ampliate, rendendola adatta all'uso come nave di supporto con la sua nuova denominazione, A620 Alasia. Tuttavia la bassa velocità della nave, combinata con la sua età, evidenziò difficoltà meccaniche con la propulsione della nave, e in seguito al suo utilizzo nell'esercitazione navale TELES-2017 nel maggio 2017, la nave venne messa in disarmo nel porto di Larnaca, richiedendo riparazioni.

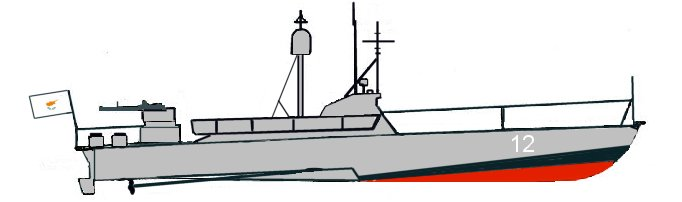
Motosilurante classe "Skinhead" P-4 della Marina cipriota

Nel 2018, la Marina di Cipro ricevette un Sa'ar 62. Il P-61 ha la capacità di portare sistemi di sorveglianza ed etichettatura all'avanguardia per bersagli marini, terrestri e aerei. È stato acquistato dalla Repubblica di Cipro attraverso un accordo transnazionale con Israele ed è stato costruito dai cantieri navali israeliani di Haifa. La nuova nave ha un dislocamento di 430 tonnellate, una lunghezza complessiva di 62 metri, una velocità massima di 32 nodi e trasporta fino a 30 membri d'equipaggio più un'unità delle forze speciali. Sulla nave sono installati diversi sistemi sofisticati tra cui 2 stazioni d'arma Rafael Typhoon con un singolo cannone da 23 mm ciascuna, radar avanzato, due cariche esplosive elettro-ottiche TOPLITE, SATCOM, sistemi di navigazione, sistemi di comando e controllo ed altro ancora. Tra le altre cose, la nave è armata con due mitragliatrici pesanti da 12,7 mm, ma è anche dotata di un sistema Rafael MLS-NLOS, ma non con (FFBNW). Alla fine del 2018 venne esercitata un'opzione per l'acquisto di una seconda nave del tipo.

## Componente aerea

### La rinascita del dopoguerra (1974–2004)

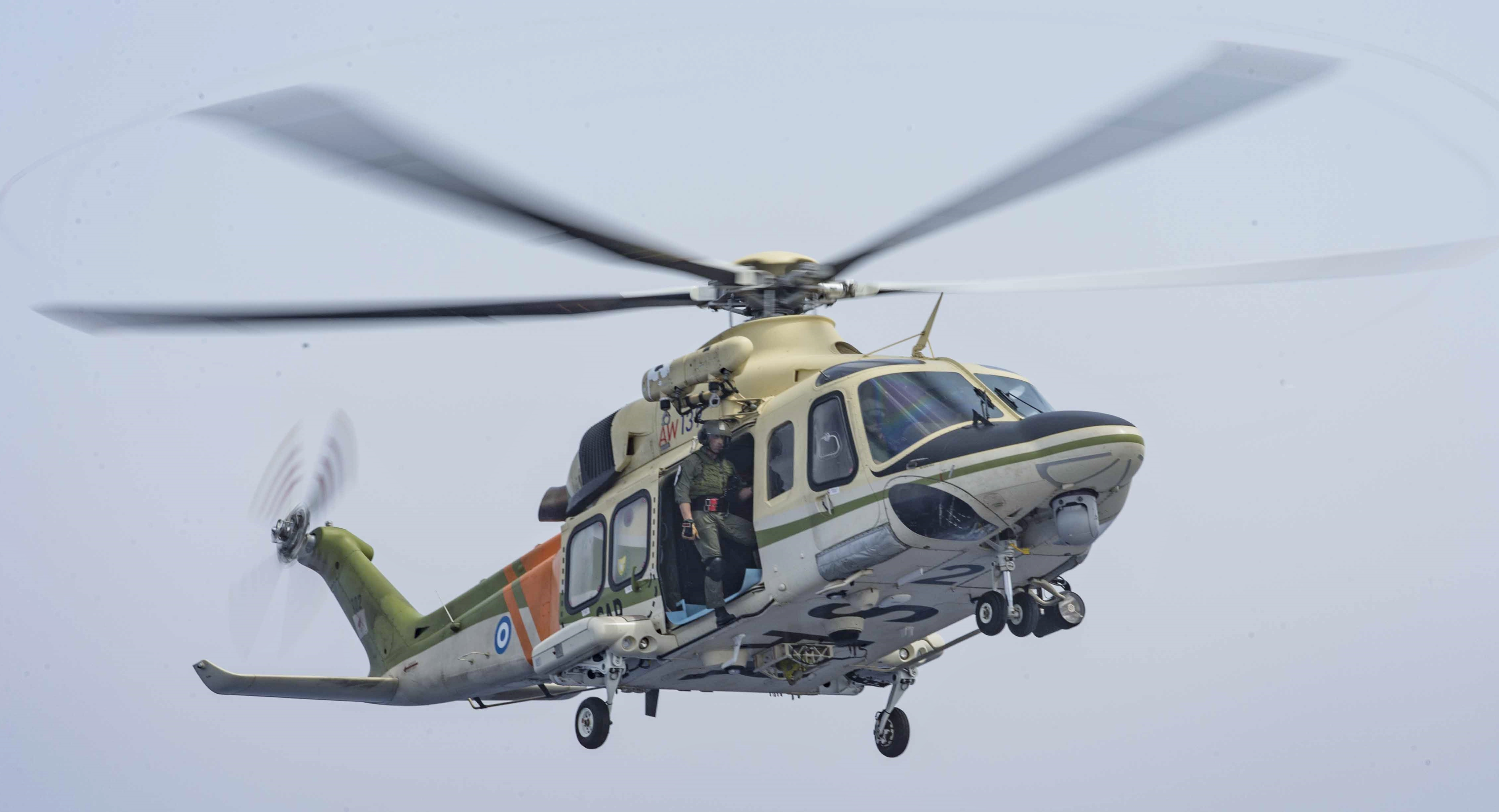
Elicottero AW-139 della Guardia Nazionale in un'esercitazione di ricerca e salvataggio.

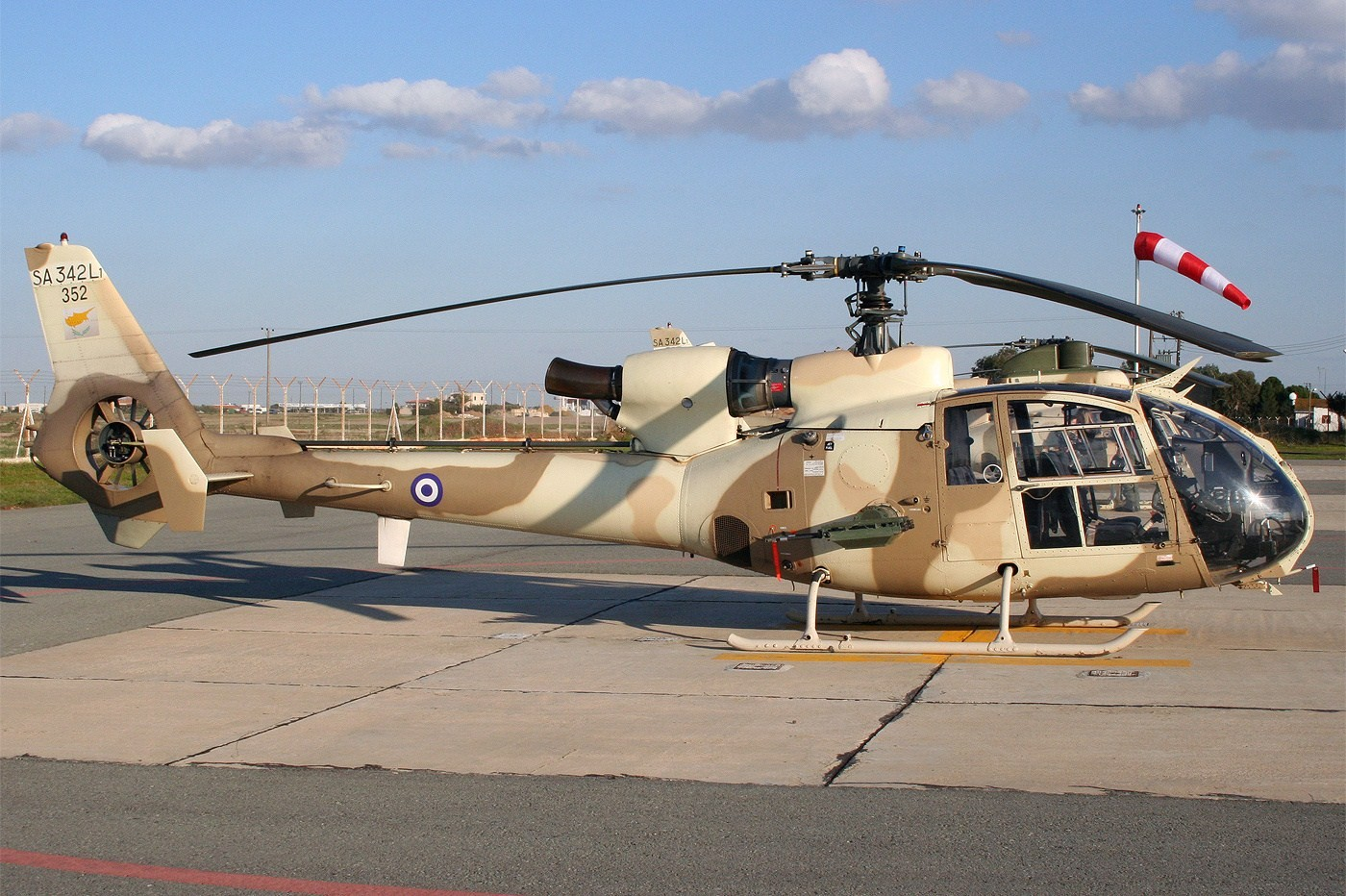
Aerospatiale SA-342L1 Gazelle del Comando dell'Aeronautica.

Nel giugno 1987, il Comando aereo della Guardia nazionale di Cipro acquistò un lotto di sei elicotteri anticarro da ricognizione Aerospatiale SA-342L Gazelle con 1200 missili anticarro filoguidati Euromissile HOT-2 (i proiettili intercambiabili da condividere con l'esercito per utilizzarli sui loro cacciacarri VAB-VCAC). I sei velivoli vennero consegnati dal gennaio 1988 in poi e vennero emessi i numeri di serie 351, 352, 353, 354, 355 e 356, tratti dai numeri di costruzione delle serie Aerospatiale 21XX e 22XX. Di questi velivoli, cinque esemplari (esclusi 351) sono stati notati in uso regolare con le forze aviotrasportate della Guardia Nazionale di Cipro, suggerendo che il numero 351 era stato ritirato per l'uso come pezzi di ricambio o come cellula di addestramento tecnico, prima del 2004. I Gazelle vennero consegnati in una mimetica del deserto a tre toni composta da sabbia chiara, sabbia scura e toni olivastri - questa mimetica è stata mantenuta fino ai giorni nostri. Tutti i velivoli utilizzano un lampo a bandiera cipriota a bassa visibilità e un contrassegno circolare in stile aeronautica ellenica a bassa visibilità nella sezione centrale del boma di coda. La designazione SA-342L è incisa sopra il flash dell'aletta, insieme al numero di serie a tre cifre.
Nel 2001-2002, Cipro acquisì discretamente 12 esemplari di nuova costruzione (numeri di serie 811-822 inclusi) del tipo di elicottero d'attacco Mil Mi-35P Hind-F dalla Federazione Russa, a seguito di una lunga procedura di gara che includeva la concorrenza segnalata del Mil Mi-28 Havoc, e del Denel Rooivalk. Gli elicotteri vennero resi pubblici per la prima volta in occasione di un sorvolo a sorpresa a tre navi del funerale del tenente generale Evangelos Florakis il 12 luglio 2002 (rimasto ucciso nello schianto del Cypriot Air Command Bell-206L Long Ranger "112" il 10 luglio 2002 mentre osservava un'esercitazione di comando e controllo di notte). I Mi-35 vennero inizialmente forniti in un'insolita mimetica nero opaco (e presumibilmente assorbente agli infrarossi) adatta per operazioni notturne, ma mancavano della torretta FLIR opzionale e dei sistemi di identificazione amico o nemico resi disponibili per il più avanzato Mi-24PN russo. A parte la loro mimetica monotona, gli aerei trasportavano una piccola bandiera della Repubblica di Cipro ad alto contrasto con la pinna caudale e un tondo ad alta visibilità in stile blu su bianco dell'aeronautica ellenica sulla coda nel punto centrale. Segni di pericolo rosso vivo vennero applicati alle punte del rotore e all'estremità del braccio di coda.
Gli elicotteri ciprioti Mi-35 erano inizialmente equipaggiati per il dispiegamento di cannoni pesanti da 30 mm a montaggio fisso e una capacità di razzi S-8 da 80 mm (3,1 pollici) in configurazioni AP e HE-FRAG, nonché per missili anticarro in le versioni 9K114 e 9M120.

### L'adesione all'Unione Europea (dal 2004)
Il 10 settembre 2005, l'aereo a turboelica "902" della Guardia nazionale Pilatus PC-9M si schiantò contro il campanile di una chiesa durante una manovra di volo non autorizzata vicino a Kollossi a Limassol, dopo aver deviato di 80 km dalla traiettoria di volo pianificata. L'aereo venne distrutto e i suoi due piloti uccisi.
Il 5 luglio 2006, un elicottero d'attacco Mi-35P Hind della Guardia nazionale (numero di serie 822) si schiantò vicino all'autostrada Pafo-Limassol poco dopo la partenza dalla base aerea di Andreas Papandreou a Pafo. L'aereo venne distrutto ed entrambi i membri dell'equipaggio (un istruttore russo e uno studente cipriota) rimasero uccisi.
L'elicottero anticarro SA-342L Gazelle rimane in servizio fino ai giorni nostri, anche se ad esempio il 356 non è più ritenuto operativo. Si pensa che i quattro rimanenti elicotteri anticarro Gazelle abbiano subito una revisione, che secondo quanto riferito venne completata nell'agosto 2014 all'aeroporto di Valence-Chabeuil da Aerotec Group. I quattro elicotteri Gazelle vennero assegnati al 450ME/1º Plotone, che venne implementato presso la base aerea di Andreas Papandreou (nel distretto di Pafo) in seguito alla chiusura della base aerea di Lakatamia (nel distretto di Nicosia) nell'aprile 2013. La loro precedente unità ospitante, lo Squadrone elicotteri 449MAE, venne sciolto con la chiusura della BA di Lakatamia.

#### Gli sviluppi pianificati
Il 28 novembre 2017 il Ministero della Difesa cipriota annunciò la prevista acquisizione di otto elicotteri, quattro elicotteri anticarro da ricognizione SA-342L Gazelle, da acquisire dalla Francia con capacità notturne e per tutte le stagioni, e quattro elicotteri da attacco da selezionare mediante gara. I quattro elicotteri Gazelle esistenti nell'aeronautica sarebbero stati aggiornati e anche i veicoli a pilotaggio remoto (UAV) sarebbero stati ricercati come parte di un pacchetto combinato di sistema a pilotaggio remoto.

## Forze speciali

### Esercito

Flash dell'unità delle forze speciali che è blasonata con ΔΥΝΑΜΕΙΣ ΚΑΤΑΔΡΟΜΩΝ (Forze incursori).

Le forze armate di Cipro operano una riserva di tre gruppi di Forze Speciali dell'Esercito (più uno ausiliario) colloquialmente noti come LOK (dal greco: ΛΟΚ - Λόχοι Ορεινών Καταδρομών, Lochoi Oreinōn Katadromōn). Tutti i Gruppi LOK fanno parte del Comando delle Forze Speciali dell'Esercito DKD (in greco: ΔΚΔ - Διοίκησης Καταδρομών - Diikisis Katadromon), e un soldato appartenente alla brigata è chiamato incursore (in greco: Kαταδρομέας, Kαταδρομείς - Katadromeas, Katadromeis ). L'addestramento delle Forze Speciali di Cipro si basa strettamente sulle loro controparti greche.
I ruoli includono operazioni aeree, guerra non convenzionale, ricognizione e guerriglia.
Tutti i membri della Brigata indossano l'insegna dell'unità raffigurante una spada alata, rappresentante della natura "mortale, silenziosa e rapida" delle operazioni delle forze speciali. Un rotolo attraversa la spada e le ali con il motto 'Chi osa vince' (in greco Ο ΤΟΛΜΩΝ ΝΙΚΑ? - O Tolmon Nika), un omaggio alle forze speciali greche libere che servirono con la 1ª Brigata Special Air Service (1 SAS) durante la seconda guerra mondiale. L'unità istantanea è blasonata con  'ΔΥΝΑΜΕΙΣ ΚΑΤΑΔΡΟΜΩΝ'  (Forze incursori). Durante l'operazione, vengono indossati stemmi a bassa visibilità.
Tutti gli incursori indossano un berretto verde con l'emblema nazionale greco sulla sinistra.

### Marina
La Marina ha un gruppo di forze speciali noto come OYK (in greco  Ομάδα Υποβρυχίων Καταστροφών?, Omada Ipovrixion Katastrofon) simile ai Navy Seals statunitensi. I ruoli includono, tra gli altri, l'assalto anfibio, la ricognizione speciale di obiettivi costieri e la lotta agli eventi di terrorismo/incursione che si verificano nella ZEE di Cipro.

## Inventario dell'equipaggiamento militare
Componente terrestre
| Carri armati da combattimento           |               |     |        |
| Con armamento da 125 mm                 | T-80          | 82  | Attivo |
| Con armamento da 105 mm                 | AMX-30B2      | 52  | Attivo |
| Veicoli da combattimento della fanteria |               |     |        |
| Con armamento da 100 mm                 | BMP-3         | 43  | Attivo |
| Con armamento da 90 mm                  | EE-9 Cascavel | 67  | Attivo |
| Con armamento da 20 mm                  | VAB-VCI       | 27  | Attivo |
| Veicoli trasporto truppe                |               |     |        |
| Con armamento da 12,7 mm                | Leonidas 2    | 197 | Attivo |
| Con armamento da 12,7 mm                | VAB           | 126 | Attivo |
| Veicoli missili guidati anticarro       |               |     |        |
| con missile MILAN                       | EE-3 Jararaca | 15  | Attivo |
| con missile HOT                         | VAB-VCAC      | 18  | Attivo |
| Semoventi d'artiglieria                 |               |     |        |
| Obice da 155 mm                         | ZUZANA        | 12  | Attivo |
| Obice da 155 mm                         | Mk F3         | 12  | Attivo |
| MRLS da 122 mm                          | BM-21         | 4   | Attivo |
| Artiglieria trainata                    |               |     |        |
| Obice da 155 mm                         | TRF1          | 12  | Attiva |
| Obice da 105 mm                         | Mod-56        | 54  | Attiva |
| Obice 100 mm                            | M1944         | 20  | Attiva |
| MRLS da 128 mm                          | M-63 Plamen   | 18  | Attiva |
| Sistemi missilistici                    |               |     |        |
| Antiaereo                               | TOR M1        | 6   | Attivo |
| Antiaereo                               | BUK           | 4   | Attivo |
| Antinavale                              | MM40          | 4   | Attivo |

## Galleria d'immagini

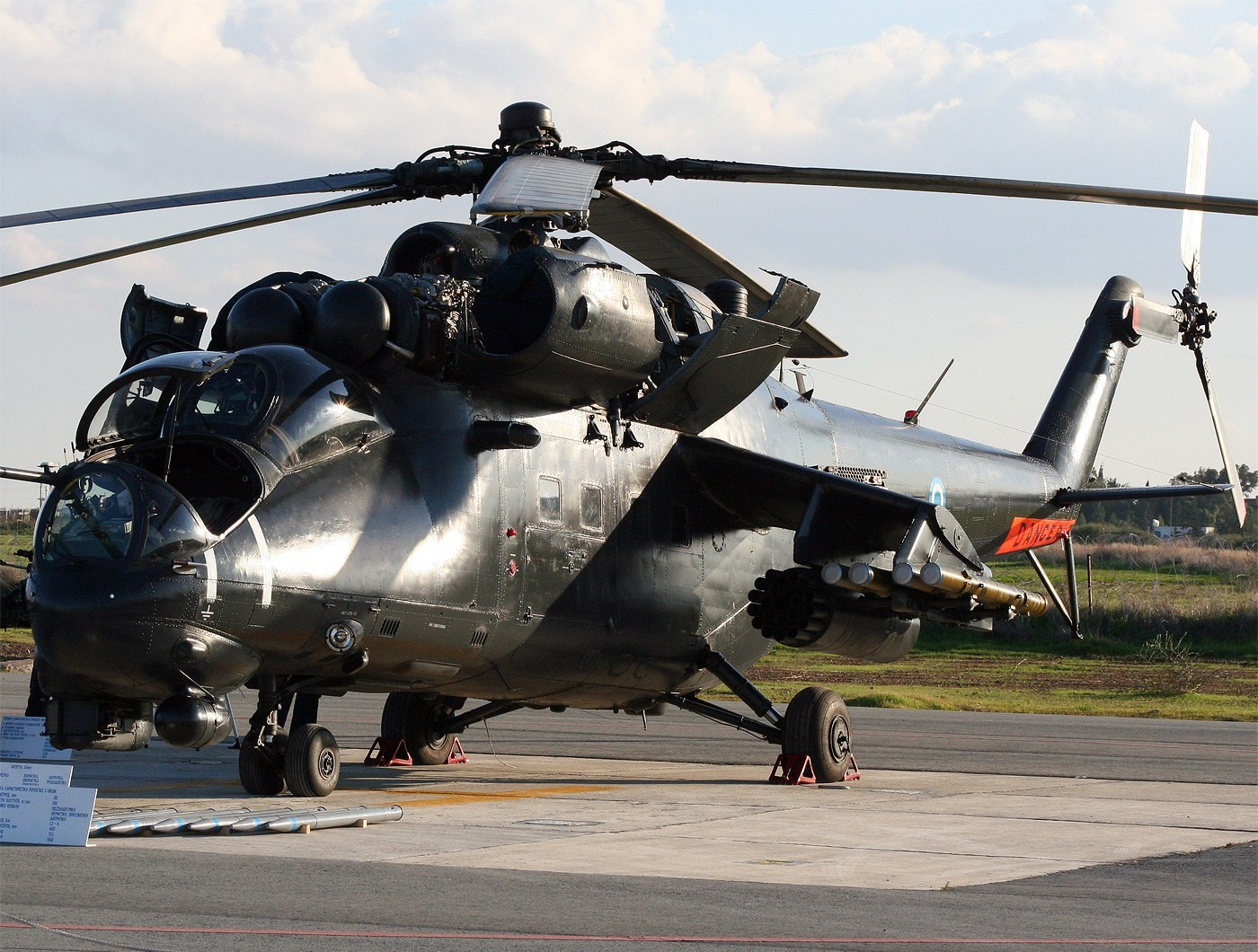
Mi-35 dell'Aeronautica di Cipro
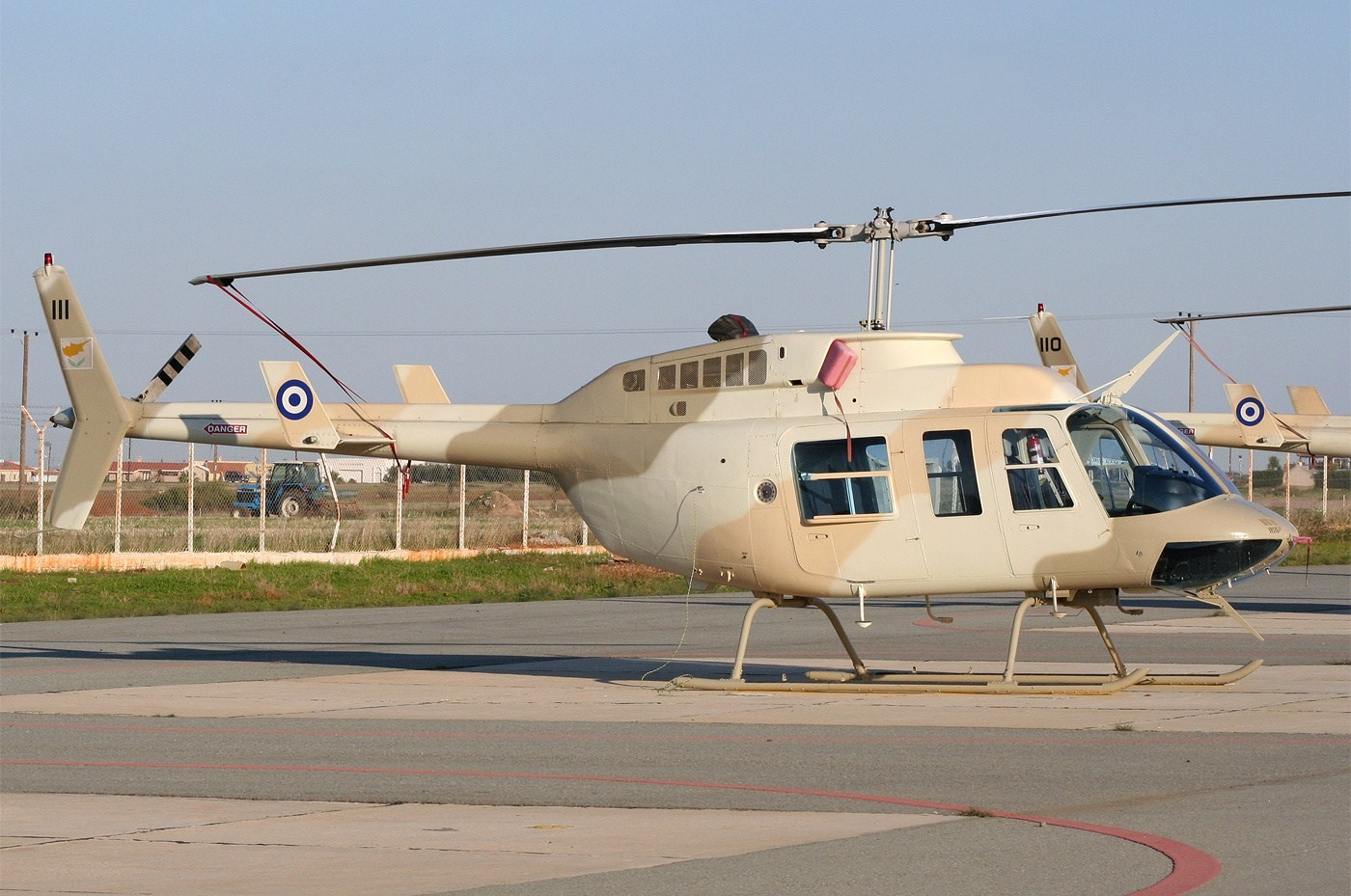
Bell-206L3 dell'Aeronautica di Cipro
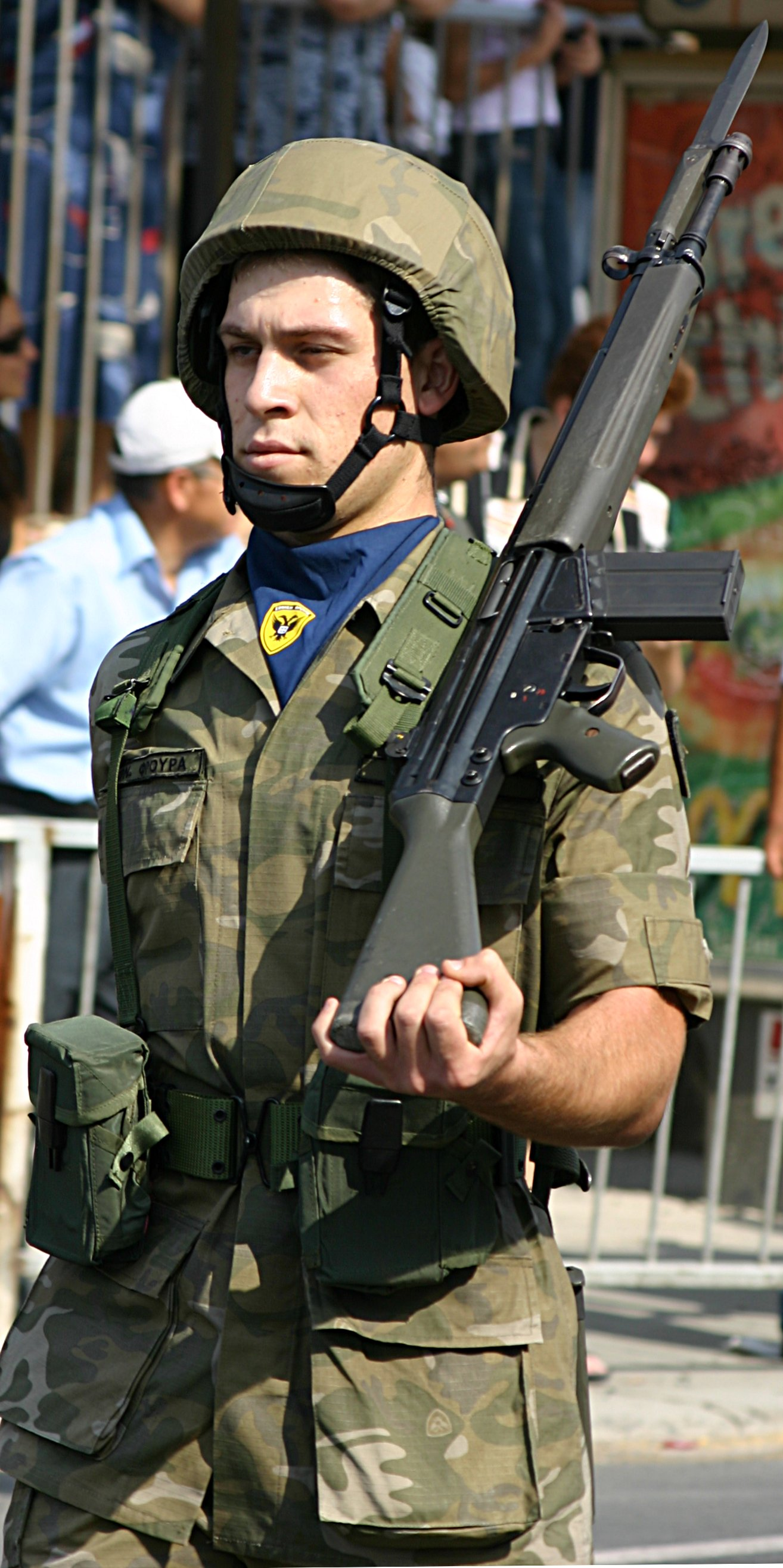
Soldato della Guardia nazionale fucile G-3A3 /Camuffamento CNG
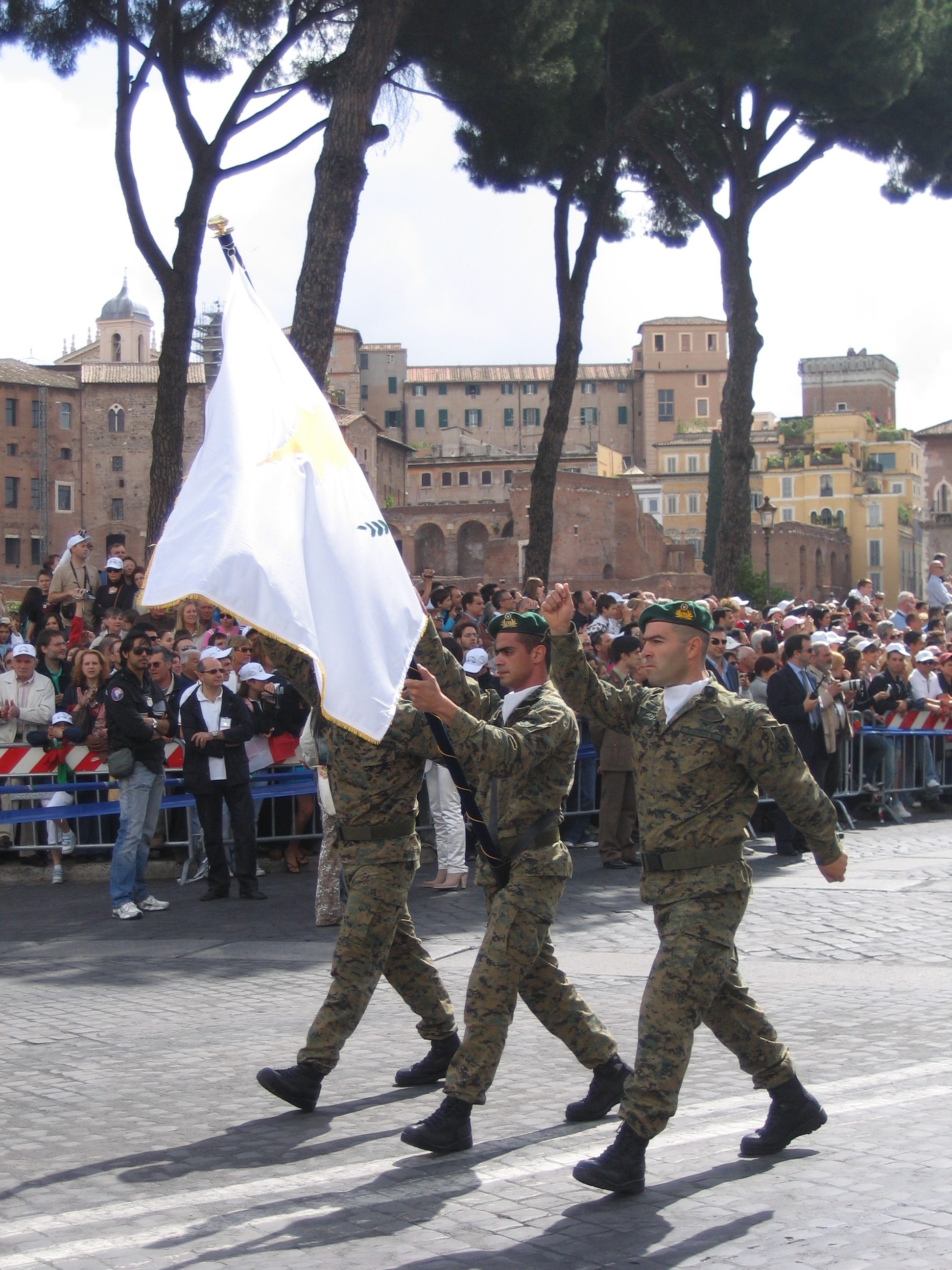
Raiders della Guardia nazionale cipriota in marcia alla Parata della Festa della Repubblica nel 2007, Italia.
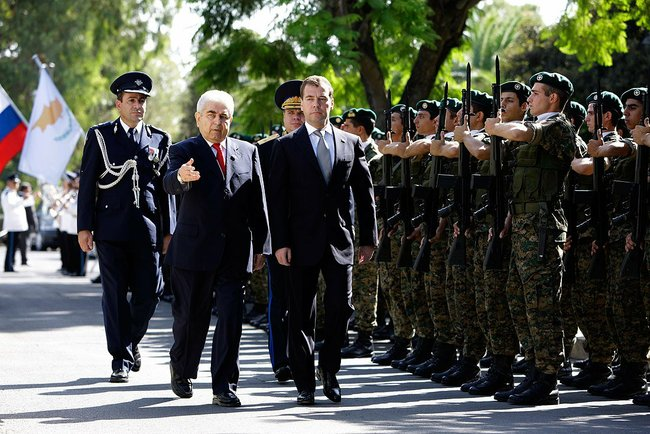
Alla cerimonia di benvenuto di Dmitrij Medvedev.